# الدوري التونسي لكرة اليد للسيدات 2022–23
الدوري التونسي لكرة اليد للسيدات 2022-2023 هو الدورة 61 من الدوري التونسي لكرة اليد للسيدات. شارك فيها 10 فريقا.
فاز بهذا الموسم نادي الرياضة النسائية بالمكنين، وجاء ثانيا النادي الإفريقي.

## روابط خارجية
- الموقع الرسمي للجامعة التونسية لكرة اليد.